# Dennis Stewart (judoka)
Dennis Stewart (West Bromwich, 12 de mayo de 1960) es un deportista británico que compitió en judo. Participó en los Juegos Olímpicos de Seúl 1988, obteniendo una medalla de bronce en la categoría de –95 kg.

## Palmarés internacional
| Juegos Olímpicos | Juegos Olímpicos     | Juegos Olímpicos  | Juegos Olímpicos |
| Año              | Lugar                | Medalla           | Categoría        |
| ---------------- | -------------------- | ----------------- | ---------------- |
| 1988             | Seúl (Corea del Sur) | Medalla de bronce | –95 kg           |